# Ле-Ман (футбольний клуб)
«Ле-Ман» (фр. Le Mans) — французький футбольний клуб з однойменного міста. Домашні матчі проводить на стадіоні «ММАрена», який вміщує 25 000 глядачів.

## Історія
У 1900 році у Ле-Мані було створено спортивний клуб «Ле-Ман» (фр. Le Mans Sports Club), проте до 1908 року він не мав у своєму складі футбольної команди. У 1910 «Ле-Ман» вперше взяв участь у кваліфікації до чемпіонату країни, але був вибитий командою «Сент-Сервен». У той же період у 1903 році у місті відкрили футбольну секцію спортивного об'єднання Ле-Мана (Union Sportive du Mans).
Сучасний клуб утворився 12 червня 1985 року шляхом злиття Union Sportive du Mans та Le Mans Sports Club. Відразу після заснування тренером клубу став колишній футболіст Бернар Деферрез. Більшу частину періоду становлення молодий клуб провів у Лізі 2. За підсумками сезону 2002-03 «Ле-Ман» вперше здобув путівку до Ліги 1, проте вилетів з еліти вже у наступному сезоні. Наступного разу команда зіграла у вищому дивізіоні в сезоні 2005-06 і стабільно виступала там протягом чотирьох сезонів. За підсумками сезону 2009-10 «Ле-Ман» повернувся до Ліги 2.
В сезоні 2010-11 «Ле-Ман» переїхав на нову арену «ММАрена». Переїзд надихнув команду на хорошу гру і вона зайняла четверте місце у Лізі 2. Лише гірша різниця забитих-пропущених м'ячів не дозволила ле-манцям повернутися до Ліги 1. Цей провал дорого коштував клубу. У наступному сезоні «Ле-Ман» вимушений був зменшити заробітній фонд, тому багато видних гравців вирішили залишити команду і пониження у класі стало лише справою часу.
У 2013 році клуб через фінансові проблеми позбувся професіонального статусу і був відправлений в Лігу Ле-Ман — піддивізіон шостого дивізіону чемпіонату Франції. Всього одного сезону вистачило клубу, щоб вийти в п'ятий дивізіон, в якому клуб затримався на цілих три роки. У 2017 році вони вийшли в Національний чемпіонат 2, а ще через рік в Національний чемпіонат (напівпрофесіональний дивізіон), а 2019 року, обігравши «Аяччо» в матчі-відповіді плей-офф, «Ле-Ман» вийшов в Лігу 2. У першому матчі «Ле-Ман» вдома програв 1:2. У матчі-відповіді клуб вів 1:0, чого не вистачало для проходу далі. На 90+3 хвилині у їхні ворота призначили пенальті, але 11-метровий удар не був реалізований, а через дві хвилини сам «Ле-Ман» забив другий і вийшов в Лігу 2.

## Відомі гравці
| - Людовік Бааль - Дагуї Бакарі - Ісмаель Бангура - Марко Баша - Лоран Боннар - Грегорі Сердан - Себастьян Корш'я - Даніель Кузен - Туліо де Мелу | - Дідьє Дрогба - Дан Егген - Патрік Екенг - Яннік Фішер - Тьєррі Фрогер - Жервіньйо - Графіте - Торстейн Гельстад - Ролан Лама | - Антоні Ле Таллек - Модібо Маїга - Мацуї Дайсуке - Дідьє Овоно - Фабріс Панкрат - Йоанн Пеле - Йоан Пулар - Ромарік - Зіто | - Стефан Самсон - Морган Сансон - Стефан Сессеньйон - Жак Сонго'о - Фредрік Стркемстад - Олів'є Тома - Олів'є Томер - Хассан Єбда |

## Відомі тренери
- Славолюб Муслин (чер. 1997 — лис. 97)
- Даніель Жандюпо (лют. 2004 — гру. 2004)
- Руді Гарсія (2007–08)
- Даніель Жандюпо (2009)
- Паулу Дуарті (2009)